# Schweizer Badmintonmeisterschaft 1980
Die Schweizer Badmintonmeisterschaft 1980 fand am 2. und 3. Februar 1980 in Frenkendorf statt. Es war die 26. Auflage der nationalen Titelkämpfe im Badminton in der Schweiz.

## Finalergebnisse
| Disziplin    | Sieger                           | Finalist                         | Ergebnis    |
| ------------ | -------------------------------- | -------------------------------- | ----------- |
| Herreneinzel | Claude Heiniger                  | Roland Heiniger                  | 15-9, 15-11 |
| Dameneinzel  | Liselotte Blumer                 | Elisabeth Kropf                  | 11-0, 11-0  |
| Herrendoppel | Claude Heiniger Roland Heiniger  | Anton Sauter A. Sakhtivel        | 15-4, 15-11 |
| Damendoppel  | Liselotte Blumer Mireille Drapel | Rosemarie Tobler Elisabeth Kropf | 15-8, 15-9  |
| Mixed        | Dieter Blumer Liselotte Blumer   | Werner Riesen Mireille Drapel    | 15-2, 15-2  |